# NGC 5731
NGC 5731 est une galaxie spirale (barrée ?) située dans la constellation du Bouvier. Sa vitesse par rapport au fond diffus cosmologique est de 2 649 ± 10 km/s, ce qui correspond à une distance de Hubble de 39,1 ± 2,7 Mpc (∼128 millions d'al). NGC 5731 a été découverte par l'astronome germano-britannique William Herschel en 1787.
NGC 5731 présente une large raie HI.
La distance de Hubble de NGC 5730 est de 39,26 ± 2,75 Mpc (∼128 millions d'al). Comme NGC 5730 et NGC 5731 sont rapprochées sur la sphère céleste, elles forment une paire de galaxies qui sont possiblement interaction gravitationnelle.

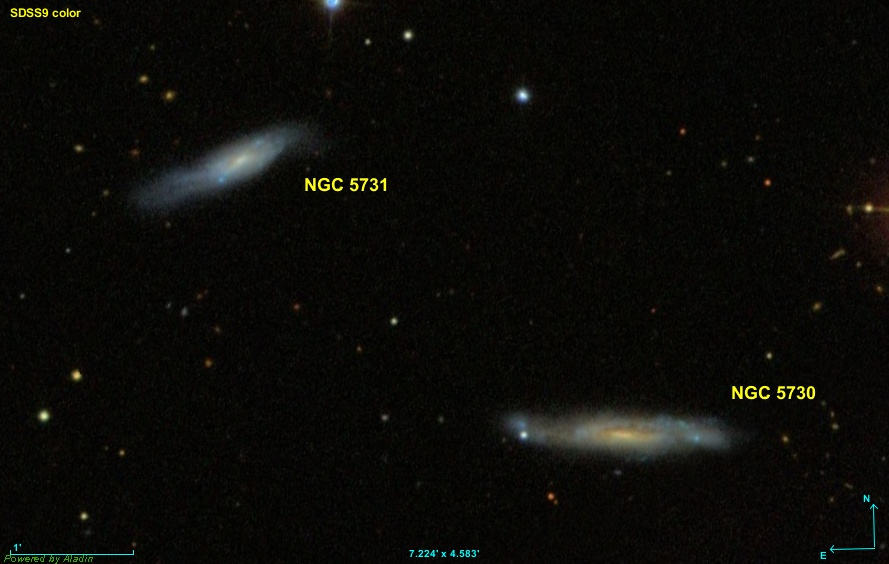
La paire de galaxies NGC 5731 et NGC 5731.

La base de données NASA/IPAC que NGC 5731 est un doublon d'IC 1405. Cet ajout à l'Index Catalogue vient d'une observation faite par Lewis Swift le  1er septembre 1888. Cependant, des recherches récentes révèlent que la galaxie observée par Swift est PGC 52995 et non PGC 52409. 

## Supernova
La supernova SN 2020tlf a été découverte dans NGC 6700 le 16 septembre 2020 dans le cadre du relevé ATLAS. Cette supernova était de type IIn.